# Шолтиска
Шолтиска (слч. Šoltýska) насељено је мјесто са административним статусом сеоске општине (слч. obec) у округу Полтар, у Банскобистричком крају, Словачка Република.

## Становништво
| Година:    | 1994. | 2004.    | 2014.    | 2024.    |
| ---------- | ----- | -------- | -------- | -------- |
| Број људи: | 184   | 156      | 120      | 71       |
| Разлика:   |       | -15,21 % | -23,07 % | -40,83 % |

| Година:    | 2023. | 2024.   |
| ---------- | ----- | ------- |
| Број људи: | 73    | 71      |
| Разлика:   |       | -2,73 % |

Према подацима о броју становника из 2024. године насеље је имало 71 становника.